# П'єтроая
П'єтроая (рум. Pietroaia) — село у повіті Долж в Румунії. Входить до складу комуни Сопот.
Село розташоване на відстані 205 км на захід від Бухареста, 25 км на захід від Крайови.

## Населення
За даними перепису населення 2002 року у селі проживали 429 осіб, усі — румуни. Усі жителі села рідною мовою назвали румунську.